# Marduk Kurios
Marduk Kurios es un personaje ficticio que aparece en los cómics estadounidenses publicados por Marvel Comics. Es un demonio que repetidamente se ha hecho pasar por Satanás. Es el padre de Hellstrom y Satana.
Marduk Karius hizo su debut en la serie de televisión del Universo Cinematográfico de Marvel por Hulu para Helstrom interpretado por Mitch Pileggi.

## Biografía ficticia
Marduk Kurios es un demonio de alto nivel y gobernante de un reino del infierno. Como muchos otros demonios, ha asumido falsamente los títulos de Satanás, Lucifer y El Diablo para fortalecer aún más su poder y devoción. Se reveló que él era en realidad el Lucifer bíblico de las religiones abrahámicas, como los N'Garai le dijeron a su hija Satana cuando la estaban cazando en venganza, que en tiempos prehistóricos su padre repelió su invasión de la Tierra como la cabeza del Cielo. Ejército. En la antigüedad, los sumerios adoraban a Marduk después de ver una batalla anterior en la que participaron sus legiones del infierno en la Tierra. Intrigado por esta nueva adoración, siguió el rastro del reino mortal a lo largo de los siglos. Se enamoró de una familia de satanistas llamada Hellstrom y tomó la forma de uno de ellos. De esta forma se casó con la mortal Victoria Wingate y poco después se mudó a Lake Fire, Massachusetts. Allí Victoria dio a luz a Daimon Hellstrom, y un año y medio después volvió a dar a luz, esta vez a Satana Hellstrom. A lo largo de los años, Marduk pudo ver que a su hijo no le importaba su oscuro legado familiar y, en cambio, prodigaba afecto a su hija que sí. Mientras realizaba un ritual con su hija que involucraba el sacrificio de animales, Victoria entró accidentalmente y descubrió la verdadera naturaleza de Marduk. Enloquecida, Victoria pasó el resto de su vida en un manicomio donde mantuvo un diario que tenía la intención de darle a Daimon una vez que tuviera la edad suficiente para entenderlo.
Marduk se llevó a Satana con él a su reino del infierno mientras dejaba a Daimon en la Tierra para que lo cuidaran los sirvientes. Cuando cumplió 21 años, Marduk invitó a su hijo a gobernar a su lado, ofreciéndole vida y poder eternos. Daimon rechazó los deseos de su padre y robó el tridente Netheranium de Marduk, llevándose consigo una parte del poder de Marduk. Así comenzó la rivalidad entre padre e hijo.
Marduk entonces puso a prueba la lealtad de Satana al hacerla luchar contra Los Cuatro, un grupo de hechiceros. Al matar a los cuatro, descubrió que su padre estaba detrás del complot. Cuando fue confrontada por él, Satana no logró matar a Michael Heron, uno de sus nuevos aliados, en honor a su padre. Esto enfureció a Marduk y desterró a Satana para que permaneciera en la Tierrahasta su primera muerte mortal.
En una batalla con Los Defensores, el alma malvada de Daimon fue liberada y él aceptó servir a su padre en el Infierno. Durante el entrenamiento final de Daimon, Marduk le pidió a Daimon que matara a un humano en su honor. Cuando Daimon no cumplió, Marduk reveló que, aunque había vivido bajo muchas caras a lo largo de los siglos, no todas ellas habían sido malvadas. Le dijo a Daimon que estaba secretamente complacido con su elección, pero luego lo desterró a la Tierra, ya no bajo su cuidado.
Daimon finalmente aprendió el verdadero nombre de su padre de la bruja Lavoisin. Cuando se enfrentó a su padre nuevamente, usó este nombre, recibió un halo negro sobre su cabeza y se convirtió en el nuevo gobernante del reino de su padre en el Infierno.
Con un poder muy reducido, Marduk engañó al brujo Andrew Kale para que abriera El Tomo de Zhered-Na (un poderoso Libro de las Sombras perteneciente a la familia Kale). Al hacerlo, el demonio llamado Hellphyr fue liberado. El Hellphyr luego comenzó a atacar a varias personas mágicas para robarles su poder y matarlas poco después. Al provocar esto, Marduk esperaba librar al mundo de un buen porcentaje de sus usuarios de magia para adquirir un mejor rango en la escalera de la magia. Marduk le ofreció a Satana la oportunidad de ayudarlo en este plan y así recibir una posición más alta en el reino de la magia. Rechazando su oferta, Satana mató al Hellphyr con la ayuda de dos brujas, Jennifer Kale (la hermana de Andrew) y Topaz. Al hacerlo, Marduk se enemistó con sus dos hijos mientras buscaba otra forma de recuperar su nivel anterior de poder.
A pesar del continuo conflicto que tiene con sus hijos, se reveló que Marduk todavía recibe ofrendas de almas humanas de su hija Satana. Por cada nueve almas que devora, ofrece el alma de su décima víctima a su padre.
Durante la historia de la Guerra del Caos, Marduk se encuentra entre las entidades (y se confirma que aparentemente es el demonio más poderoso del Infierno, ya que el Rey del Caos lo llamó "el Diablo impulsado por todo el fuego del Infierno") que son derrotados por Amatsu-Mikaboshi y agregó a las filas de su ejército de dioses esclavos.
Durante la historia de Miedo Encarnado, Marduk Kurios asistió al Abogado del Diablo donde hablaron sobre las acciones de la Serpiente en la Tierra. Marduk Kurios se burló de Mephisto durante esta reunión.

## Poderes y habilidades
No se sabe mucho sobre los poderes de Marduk Kurios, pero se menciona que es más poderoso en su parte del Infierno que en la Tierra.

## En otros medios
Marduk Karios aparece en Helstrom, interpretado por Mitch Pileggi.Es un asesino en serie que se metió en problemas cuando su esposa se enteró, aunque ella nunca hizo nada al respecto. Marduk a menudo le traía regalos a su hija y finalmente la secuestró donde pasaron meses juntos mientras él mataba a más víctimas antes de que Ana finalmente escapara. Años después, Marduk regresó para buscar a su otra hija, Lily, y se fue con ella.